# Kimono tuyên truyền

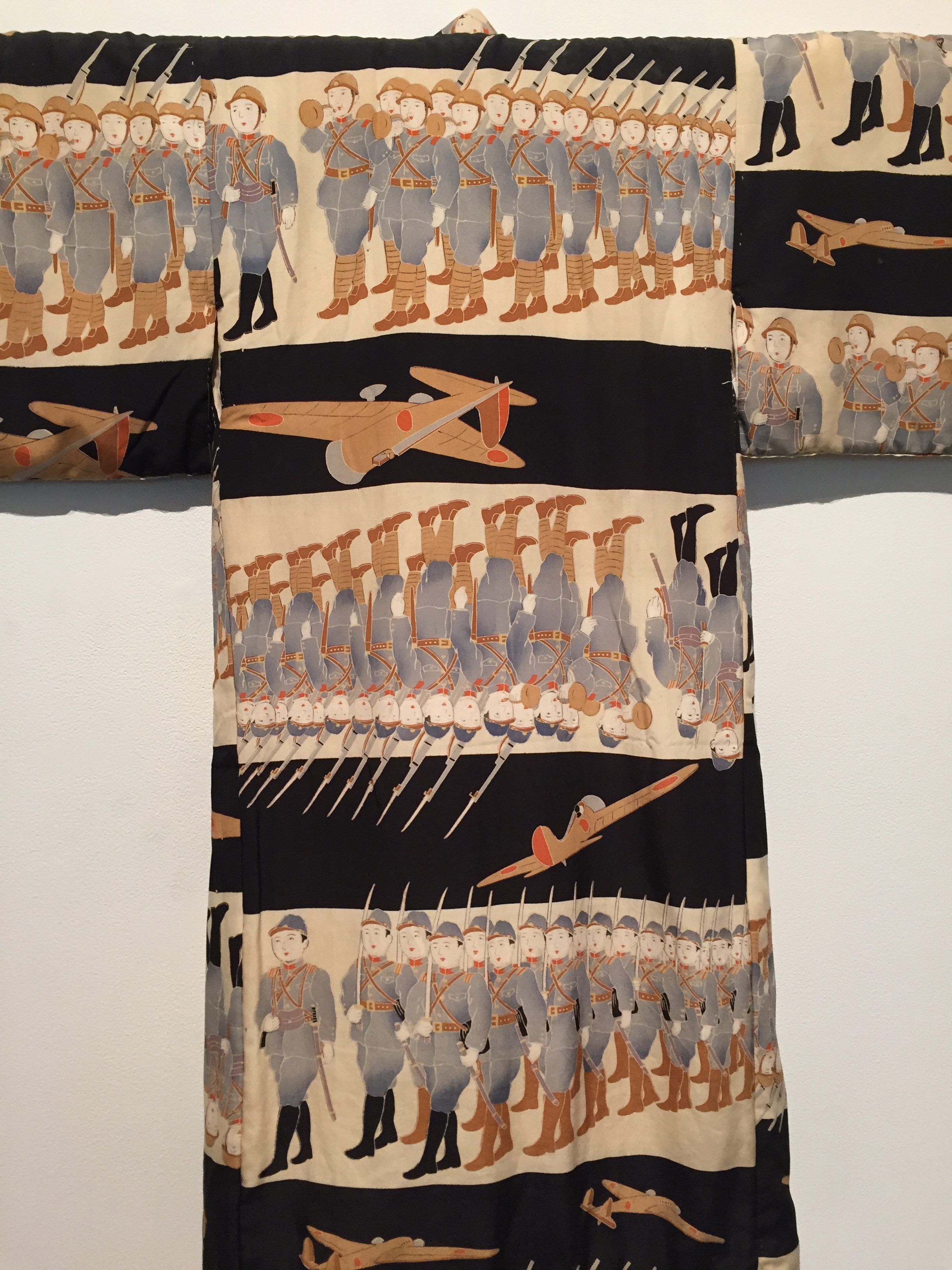
Bộ kimono lụa của bé trai sản xuất tại Nhật Bản năm 1940 cho thấy cảnh máy bay chiến đấu và binh sĩ đang hành quân theo đội hình

Kimono mang thiết kế mô tả những cảnh tượng trong đời sống đương đại đã trở nên phổ biến ở Nhật Bản từ năm 1900 đến năm 1945, lúc mà Nhật Bản bước vào Thế chiến thứ hai. Bây giờ được gọi là omoshirogara (面白柄, nghĩa đen là thiết kế "thú vị" hoặc "mới lạ"), trang trí của nhiều bộ kimono được sản xuất trong thời gian này thường mô tả các hành động quân sự và chính trị của Nhật Bản trong thời gian nước này tham gia vào cuộc chiến tranh phe của phe Trục. Trong tiếng Anh, những bộ kimono này thường được gọi là kimono tuyên truyền.
Các trang phục truyền thống không phải là kimono, chẳng hạn như nagajuban (kimono lót trong), haori (áo khoác ngoài kimono) và haura (lớp trang trí bên trong haori của nam giới) cũng có bộ omoshirogara thời chiến, cũng như miyamari, bộ kimono mà trẻ sơ sinh mặc khi bị bắt đến một ngôi đền Shinto để được ban phước. Trang phục Omoshirogara thường được mặc trong nhà hoặc tại các bữa tiệc riêng tư qua đó chủ nhà đem khoe chúng với một nhóm nhỏ gia đình hoặc bạn bè, và được đàn ông, phụ nữ và trẻ em ưa chuộng vào thời đấy.